# Джонстон (парафія, Нью-Брансвік)
Джонстон (англ. Johnston) — парафія в Канаді, у провінції Нью-Брансвік, у складі графства Квінс.

## Населення
За даними перепису 2016 року, парафія нараховувала 560 осіб, показавши скорочення на 15,2%, порівняно з 2011-м роком. Середня густина населення становила 1,6 осіб/км².
З офіційних мов обидвома одночасно володіли 40 жителів, тільки англійською — 520. Усього 5 осіб вважали рідною мовою не одну з офіційних.
Працездатне населення становило 49,5% усього населення, рівень безробіття — 10,4% (15,4% серед чоловіків та 0% серед жінок). 89,6% осіб були найманими працівниками, а 8,3% — самозайнятими.
Середній дохід на особу становив $35 933 (медіана $27 051), при цьому для чоловіків — $43 040, а для жінок $28 919 (медіани — $36 096 та $20 928 відповідно).
27,6% мешканців мали закінчену шкільну освіту, не мали закінченої шкільної освіти — 24,5%, 48% мали післяшкільну освіту, з яких 6,4% мали диплом бакалавра, або вищий.
| Статево-вікова структура населення | Статево-вікова структура населення | Статево-вікова структура населення | Статево-вікова структура населення | Статево-вікова структура населення |
| ---------------------------------- | ---------------------------------- | ---------------------------------- | ---------------------------------- | ---------------------------------- |
|                                    |                                    |                                    |                                    |                                    |
| Всього                             | Всього                             | 50,0%                              |                                    |                                    |
| 0 — 14 років                       | 0 — 14 років                       |                                    | 11,7%                              | 11,7%                              |
| 15 — 64 років                      | 15 — 64 років                      |                                    | 58,6%                              | 58,6%                              |
| 65 і більше                        | 65 і більше                        |                                    | 29,7%                              | 29,7%                              |
| 85 і більше                        | 85 і більше                        |                                    | 2,7%                               | 2,7%                               |
| Середній вік (років)               | Середній вік (років)               | 48,651,2                           | 49,9                               | 49,9                               |
| Медіана (років)                    | Медіана (років)                    | 53,957,2                           | 55,1                               | 55,1                               |
| — чоловіки — жінки                 |                                    |                                    |                                    |                                    |

| Походження мешканців:     | Походження мешканців:     | Походження мешканців: | Походження мешканців: | Походження мешканців: |
| ------------------------- | ------------------------- | --------------------- | --------------------- | --------------------- |
| Походження                |                           |                       | осіб                  | %                     |
| Корінні американці        | Корінні американці        |                       | 10                    | 1.8%                  |
| Інше північноамериканське | Інше північноамериканське |                       | 255                   | 45.95%                |
| Європейське               | Європейське               |                       | 370                   | 66.67%                |
| британське                | британське                |                       | 340                   | 61.26%                |
| французьке                | французьке                |                       | 75                    | 13.51%                |

| Зайнятість населення за галузями (за класифікацією NOC): | Зайнятість населення за галузями (за класифікацією NOC): | Зайнятість населення за галузями (за класифікацією NOC): | Зайнятість населення за галузями (за класифікацією NOC): | Зайнятість населення за галузями (за класифікацією NOC): |
| -------------------------------------------------------- | -------------------------------------------------------- | -------------------------------------------------------- | -------------------------------------------------------- | -------------------------------------------------------- |
|                                                          |                                                          |                                                          |                                                          |                                                          |
| Управління                                               | Управління                                               |                                                          | 4,3%                                                     | 4,3%                                                     |
| Бізнес, фінанси та адміністрування                       | Бізнес, фінанси та адміністрування                       |                                                          | 14,9%                                                    | 14,9%                                                    |
| Природничі та прикладні науки                            | Природничі та прикладні науки                            |                                                          | 4,3%                                                     | 4,3%                                                     |
| Охорона здоров'я                                         | Охорона здоров'я                                         |                                                          | 12,8%                                                    | 12,8%                                                    |
| Освіта, правозахист, муніципальні та урядові служби      | Освіта, правозахист, муніципальні та урядові служби      |                                                          | 4,3%                                                     | 4,3%                                                     |
| Роздрібна торгівля та послуги                            | Роздрібна торгівля та послуги                            |                                                          | 25,5%                                                    | 25,5%                                                    |
| Гуртова торгівля, транспорт та обладнання                | Гуртова торгівля, транспорт та обладнання                |                                                          | 21,3%                                                    | 21,3%                                                    |
| Природні ресурси, сільське господарство                  | Природні ресурси, сільське господарство                  |                                                          | 12,8%                                                    | 12,8%                                                    |
| Виробництво                                              | Виробництво                                              |                                                          | 4,3%                                                     | 4,3%                                                     |

## Клімат
Середня річна температура становить 5,6°C, середня максимальна – 23,4°C, а середня мінімальна – -15,4°C. Середня річна кількість опадів – 1 092 мм.
| Клімат поселення                              | Клімат поселення | Клімат поселення | Клімат поселення | Клімат поселення | Клімат поселення | Клімат поселення | Клімат поселення | Клімат поселення | Клімат поселення | Клімат поселення | Клімат поселення | Клімат поселення | Клімат поселення |
| Показник                                      | Січ.             | Лют.             | Бер.             | Квіт.            | Трав.            | Черв.            | Лип.             | Серп.            | Вер.             | Жовт.            | Лист.            | Груд.            |                  |
| Середній максимум, °C                         | −3,06            | −1,56            | 3,88             | 10,22            | 16,87            | 22,01            | 23,40            | 22,74            | 17,82            | 11,94            | 6,08             | −1,39            |                  |
| Середня температура, °C                       | −9,21            | −7,72            | −2,29            | 4,07             | 10,71            | 15,84            | 19,26            | 18,61            | 13,68            | 7,80             | 1,95             | −5,52            |                  |
| Середній мінімум, °C                          | −15,37           | −13,87           | −8,44            | −2,09            | 4,56             | 9,69             | 15,12            | 14,48            | 9,53             | 3,67             | −2,18            | −9,66            |                  |
| Норма опадів, мм                              | 98               | 76               | 98               | 88               | 97               | 78               | 86               | 75               | 88               | 107              | 99               | 102              |                  |
| Середньомісячна швидкість вітру, м/с          | 3.40             | 3.40             | 3.56             | 3.51             | 3.20             | 2.80             | 2.50             | 2.40             | 2.60             | 2.90             | 3.20             | 3.40             |                  |
| Середньомісячна сонячна радіація, кДж/м²·день | 5283             | 8599             | 12290            | 15232            | 18171            | 20276            | 20022            | 17680            | 13250            | 8441             | 4969             | 4020             |                  |
| --------------------------------------------- | ---------------- | ---------------- | ---------------- | ---------------- | ---------------- | ---------------- | ---------------- | ---------------- | ---------------- | ---------------- | ---------------- | ---------------- | ---------------- |
| Джерело:                                      |                  |                  |                  |                  |                  |                  |                  |                  |                  |                  |                  |                  |                  |